# Rodna
Rodna – wieś w Rumunii, w okręgu Bistrița-Năsăud, w gminie Rodna. W 2011 roku liczyła 5587 mieszkańców.